# Горнер, Иоганн Фридрих
Иоганн Фридрих Горнер (нем. Johann Friedrich Horner; 27 марта 1831. Цюрих — 20 декабря 1886, там же) — швейцарский офтальмолог.
Доктор наук (1854).

## Биография
Сын врача. До 1854 года изучал медицину в Цюрихском университете, затем продолжил обучение в университете Вены. Работал в Берлине ассистентом офтальмолога Альбехта фон Грефе. Вернулся в Цюрих в 1856 году, и открыл собственную глазную клинику.
Искусный хирург, вылечивший около 2 000 случаев катаракты / глаукомы с прогрессирующим снижением числа осложнений, поскольку был первым, кто применил антисептические методы в лечении глазных заболеваний.
В 1869 г. первым описал Синдром Горнера, названный в его честь. Ранее было несколько случаев описания его симптомов, но описание Горнера используется чаще.
В 1873 году стал профессором офтальмологии.
Автор многочисленных статей по офтальмологической медицине. Опубликовал около 40 статей, иллюстрирующих его интерес к различным заболеваниям глаз.
Умер от инсульта.